# Marek Jóźwiak
Marek Jóźwiak (* 21. August 1967 in Raciąż, Polen) ist ein ehemaliger polnischer Fußballspieler.

## Vereinskarriere
Jóźwiak begann seine Laufbahn bei Błękitni Raciąż. In der Folgezeit spielte er auch für Mławianka Mława und Śniardwy Orzysz im Amateurbereich, bevor er 1988 zu Legia Warschau kam. Hier debütierte er in der Ekstraklasa und sichert sich schnell einen Stammplatz als Innenverteidiger. 1992 wurde er zum ersten Mal ins polnische Nationalteam berufen. 1996 wechselte er nach Frankreich zu EA Guingamp. Hier verbrachte er fünf Saisons, bevor er 2001 nach China zu Shenyang Jinde wechselte. Sein Aufenthalt in China war jedoch nur von kurzer Dauer und er kehrte noch im selben Jahr zu Legia Warschau nach Polen zurück. Bei Legia spielte er noch bis 2005 und beendete auch hier seine aktive Profikarriere. Mit Legia Warschau gewann er mehrere Meisterschaften und Pokalsiege.

## Nationalmannschaft
Für die polnische Fußballnationalmannschaft absolvierte Marek Jóźwiak von 1992 bis 1998 14 Länderspiele.

## Wissenswertes
Nach Beendigung seiner Profikarriere war Marek Jóźwiak, zusammen mit seinem ehemaligen Mannschaftskameraden Mariusz Piekarski, als Talentscout für Legia Warschau tätig. Sie waren unter anderem maßgeblich an den Transfers von Moussa Ouattara, Edson Luiz da Silva und Roger Guerreiro zu Legia Warschau beteiligt. Seit März 2010 ist Jóźwiak Sportlicher Leiter bei Legia Warschau.

## Erfolge
- 3× Polnischer Meister (1994, 1995, 2002)
- 4× Polnischer Pokalsieger (1989, 1990, 1994, 1995)
- 2× Polnischer Supercupsieger (1990, 1995)
- 1× Polnischer Ligapokalsieger (2002)